# Think (About It)
Think (About It) – utwór z gatunku funk amerykańskiej piosenkarki Lyn Collins wydany jako singel dla People Records. Utwór znalazł się na debiutanckim albumie piosenkarki o tej samej nazwie.

## Kompozycja
Utwór został skomponowany przez zespół Jamesa Browna, The J.B.'s. Stał się popularny głównie dzięki surowemu brzmieniu perkusji Jabo Starksa oraz wokalach w tle na przestrzeni całego utworu. 
„Think (About It)” dotarł do 66. miejsca zestawienia Billboard Hot 100. i 9. miejsca zestawienia gatunku Soul. Na przestrzeni lat, utwór był wielokrotnie wydawany na albumach za życia, jak i po śmierci artystki. 

## Sampling
Razem z „Funky Drummer” oraz „Funky President”, „Think (About It)” należy do najczęściej samplowanych utworów wszech czasów, które wyprodukował James Brown. Najczęściej używane są próbki z 1 minuty i 21 sekundy – pętla perkusyjna grana w równym tempie, a zwłaszcza głos Bobby'ego Byrda krzyczącego „Yeah!” oraz Jamesa Browna krzyczącego „Woo!”, co powszechnie znane jest jako „Woo! Yeah! Break” lub „Think Break”. Początkowo pętla używana była w gatunku hip hop z czasem przechodząc do innych gatunków.

## Utwory wykorzystujące „Think (About It)”
Utwór został wykorzystany w ponad 3000 innych utworów, między innymi:
- Rob Base & DJ E-Z Rock – „It Takes Two”
- EPMD – „Gold Digger”
- N.W.A – „Appetite for Destruction”
- J Dilla – „Ash Rockin”
- Snoop Dogg – „Ain't No Fun”
- Kanye West, Jay-Z, Pusha T, Cyhi the Prynce, Swizz Beatz and RZA – „So Appalled”
- Jamie xx – „Gosh”
- Fergie, Nicki Minaj – „You Already Know”